# Омарова, Жамал Мукашевна
Жамал Омарова (8 марта 1912 — 15 сентября 1976) — казахская советская певица, исполнительница песен народов СССР. В 1937—1976 годах — солистка казахской филармонии. Народная артистка Казахской ССР (1943). Первая исполнительница песни «Мой Казахстан», ставшей Гимном Казахстана.

## Биография
Родилась 8 марта 1912 года на станции Кауфманская Туркестанской железной дороги Российской империи в богатой семье местного фабриканта, в конце 20-х годов раскулаченного во время коллективизации. Происходит из рода балыкшы племени шанышкылы.
Петь начала ещё в школе в кружке художественной самодеятельности, была замечена Курманбеком Джандарбековым, благодаря ему в 1925 году участвовала в Среднеазиатской детской Олимпиады в Ташкенте, где получила Гран-при, и уже с 16 лет выступала на Ташкентском радио.
Была первой пионеркой, затем активной комсомолкой и первой вожатой первого организованного в Ташкенте пионерского отряда. Училась на рабфаке, затем в Ташкентском педагогическом училище для казахской, киргизской и узбекской молодежи, окончила Ташкентский горный институт.
В 1934 году приехала в Алма-Ату и стала работать на Казахском радио. В то время на радио был принят на работу ленинградский композитор Евгений Григорьевич Брусиловский с которым у неё сложилось творческое сотрудничество. Репертуар складывался в основном из обработок народных и народно-профессиональных песен.
В 1934—1936 годах как актриса сыграла несколько ролей на сцене Казахского музыкально-драматического театра, в том числе роль Камки в опере на музыку Брусиловского «Кыз-Жибек», роль Макпал в постановке «Шуга» по повести Б. Майлина «Памятник Шуги» и роль Айман в опере «Айман-Шолпан» М. Ауэзова.
Получила всесоюзную известность в 1936 году когда была приглашена руководителем и главным дирижёром домбрового ансамбля А.Жубановым для солирования оркестру на Первой декаде казахского искусства, проходившей в мае 1936 года в Москве. Тогда на сцене Большого театра в Москве впервые прозвучали казахские песни, в том числе в исполнении Жамал Омаровой, и, как писала газета «Правда» от 25 мая 1936 года, имели большой успех. Исполняла народные песни: «Иртыш», «Караторгай», «Латипа». Когда на бис повторно пела «Кара торгай», на концерт приехал М. И. Калинин, знакомый с её пением ещё по поездке в Алма-Ату на празднование 15-летия Казахской ССР, который попросил спеть песню ещё — и песня была исполнена третий раз.
В 1937 году была принята солисткой в Казахскую государственную филармонию имени Джамбула. Не имея никакого музыкального образования или подготовки, обучалась нотам в ходе работы, при этом огромную роль сыграл дирижёр Борис Васильевич Лебедев.
В 1939 году участвовала и стала призёром во Всесоюзном конкурсе эстрадных артистов в Москве, где аккомпанирующим ей на фортепиано была Мария Владимировна Смитрович.
С 1940 года — заслуженная артистка Казахской ССР.
В годы Великой Отечественной войны в составе концертных бригад ездила по фронтам, в частности была на Северо-Западном и Дальневосточном, где выступала на крейсере «Калинин».

В июне 1942 года четырнадцать человек отправились на Северо-Западный фронт. Ежедневно выступали с двумя-тремя концертами. Я особо хотел отметить самоотверженный труд таких выдающихся деятелей культуры, как Куляш, Жамал, Манарбек, Жусупбек, Шарипа, Ануарбек. Люди со временем могут позабыть эти события, но мы не должны забывать. Такие дни, такие люди не повторяются.— Народный артист Казахской ССР Е. Омирзаков

Джамал Омарова прекрасно без всякого акцента исполнила на русском языке «Самарские частушки», а потом её чистый голос зазвенел украинскими и белорусскими мелодиями, и тут уж трудно было разгадать, кто же она — казашка, русская, украинка или белоруска.— из статьи «О чем рассказала песня» батальонного комиссара О. Левитского в армейской газете «Мужество» за 12 июля 1942 года

Подлинными мастерами исполнения песен разных народов нашей страны зарекомендовали себя в войну заслуженная артистка РСФСР Ирма Яунзем и солистка Казахской филармонии Жамал Омарова. Фронтовики, без преувеличения, принимали их концерты с восторгом.— исследователь фронтовых и партизанских песен Павел Фёдорович Лебедев
В 1943 году Жамал Омаровой присвоено звание Народной артисткой Казахской ССР. Член ВКП(б) с 1945 года.
После войны, вплоть до своей смерти в 1977 году, работала солисткой казахской филармонии, вместе с концертной бригадой объездила с гастролями всю Казахскую ССР, с успехом выступала в Москве, Ленинграде, Новосибирске, Хабаровске, Минске, Ташкенте и других городах республик СССР, а также в Китайской Народной республике и Монголии.
Скончалась в 1976 году в Алма-Ате, похоронена на Кенсайском кладбище.

## Репертуар
В репертуар Жамал Омаровой входят свыше двухсот песен народов СССР на пятнадцати языках.
На фронте и в послевоенное время была широко известна в её исполнении песня «Наш тост» (или «Застольная») И. Любана.
В её исполнении впервые прозвучала и стала очень популярной песня «Мой Казахстан» («Менің Қазақстаным») — ставшая Гимном Казахстана. Изначально написанная в 1965 году песня называлась «Марш целинников», и именно благодаря поддержке Жамал Омаровой, которой авторы показали песню, песня почти сразу зазвучала на радио в её исполнении.
Многие песни репертуара Жамал Омаровой были написаны композиторами специально для неё: знаменитый «Алтай» и «Гулденген Казахстан» Е. Брусиловского, «Менин Казахстаным» Ш. Калдаякова, «Бобегим» и «Досыма» Б. Байкадамова. В создании некоторых песен и сама певица принимала участие.

### Записи
- Жамал Омарова, Мелодия, 1966. — Д-00018619, Д-00018620
- Поет Жамал Омарова, Мелодия, 1979. — М30—41601-2

## Награды и признание
- Орден Ленина (3 января 1959) — за выдающиеся заслуги в развитии казахского искусства и литературы и в связи с декадой казахского искусства и литературы в гор. Москве
- Орден Трудового Красного Знамени (1946)
- Народная артистка Казахской ССР (1943)
- Орден «Знак Почёта»
- Знак «Отличник культуры СССР»
- Медали

## Память

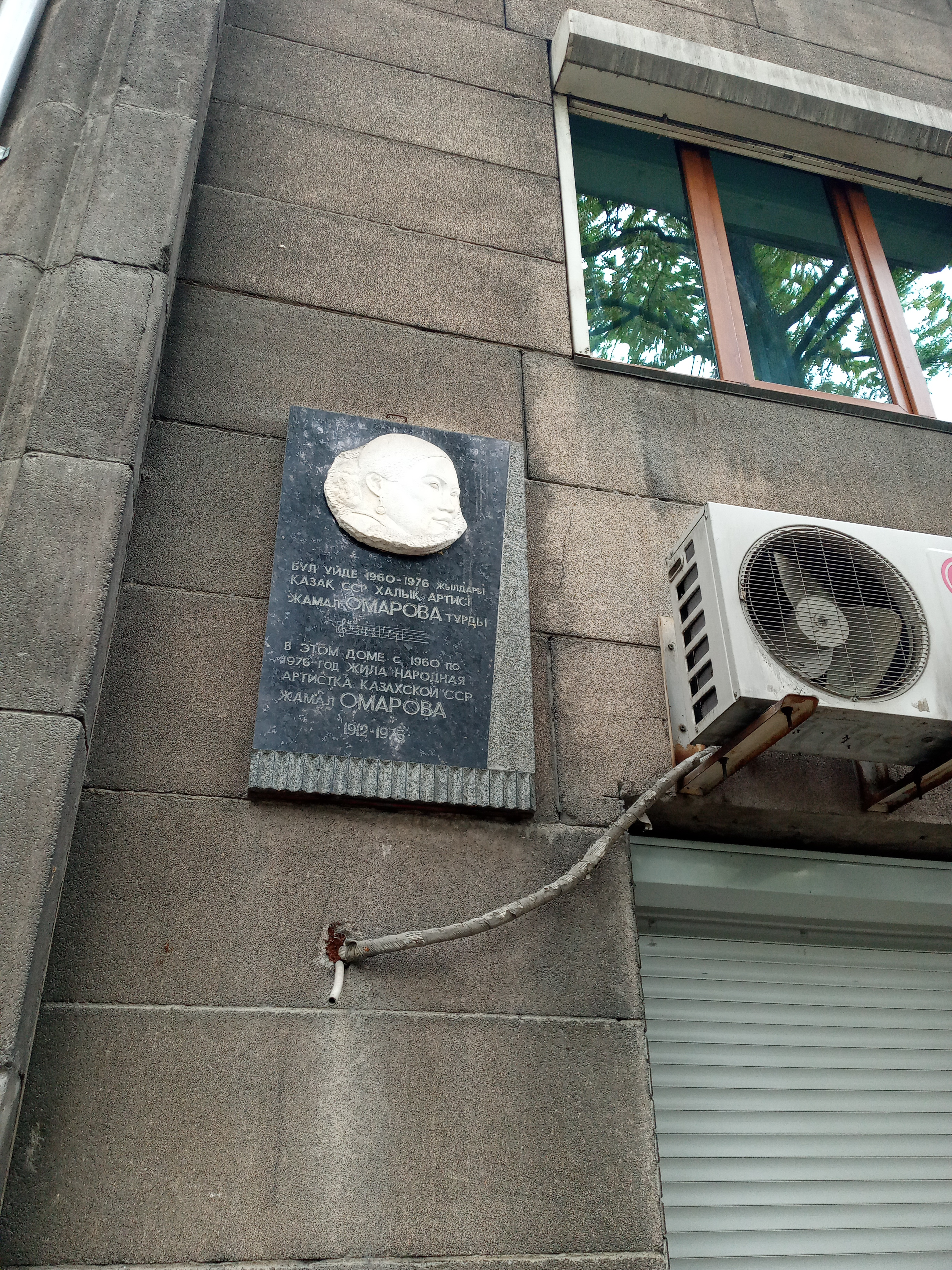
Мемориальная доска на доме, где жила в 1960—1976 гг. Жамал Омарова

В 2003 году в Алма-Ате в честь Жамал Омаровой была названа одна из улиц в Медеуском районе (до этого бывшая частью ул. Елебекова).
В Алма-Ате на доме № 153 по улице Кунаева, где жила артистка, установлена мемориальная доска.
Музыкальная школа № 1 города Шымкента носит имя Жамал Омаровой.
В 2012 году в Казахском театре оперы и балета им. Абая состоялся праздничный концерт, посвященный 100-летию со дня рождения Жамал Омаровой.
В 2024 году в Астане в честь Жамал Омаровой была названа одна из улиц Сарыаркинского района (до этого ул. С-191).
В 1969 году художник А. А. Дасупов написал портрет Жамал Омаровой, который стал одним из лучших в творчестве художника и занял видное место в казахстанской портретной живописи:

Духовное богатство сквозит в образе исполнительницы казахских народных песен (портрет «Жамал Омарова», 1969 г.). Портрет написан тонкослойно, на фоне лёгкого серебристо-желтоватого цвета. В центре композиции — резко очерченный поясной силуэт фигуры Омаровой. Образ полон силы, твердости, энергии, взгляд прямой и спокойный. — искусствовед Сарыкулова Г.А.